# El Sauz de Abajo
El Sauz de Abajo är en ort i Mexiko.   Den ligger i kommunen Zamora och delstaten Michoacán de Ocampo, i den centrala delen av landet, 300 km väster om huvudstaden Mexico City. El Sauz de Abajo ligger 1 578 meter över havet och antalet invånare är 1 492.
Terrängen runt El Sauz de Abajo är kuperad norrut, men söderut är den platt. Runt El Sauz de Abajo är det tätbefolkat, med 550 invånare per kvadratkilometer. Närmaste större samhälle är Zamora, 10,1 km söder om El Sauz de Abajo. I omgivningarna runt El Sauz de Abajo växer huvudsakligen savannskog.